# 四月四日 (電影)
《四月四日》，是1997年上映的一部香港恐怖鬼片，由高林豹、錢昇瑋執導，錢昇瑋、鄺文偉監製，黃子華、黃卓玲、王文意、羅蘭主演。

## 演員表
| 演員   | 角色                                                                                            |
| 黃子華 | 阿文 警員PC37034 被突然出現的發瘋徐老師捅數刀致死 在其死後王絲婷親母之鬼魂幻化成其樣貌追殺阿Sam |
| 黃卓玲 | 阿Sam 社會福利署社工 負責王絲婷案件 被懷疑把祥伯推下樓                                          |
| 王文意 | 王絲婷 婷婷 叔嬸被殺兇案後失語並交由社會福利署送往孤兒院看管                                    |
| 羅蘭   | 徐老師 目撃王絲婷叔嬸被殺兇案後變成瘋癲，被認定為兇手 襲撃阿文後被其槍殺                        |
| 張同祖 | 孤兒院院長                                                                                      |
| 周志輝 | 祥伯 孤兒院職員 王絲婷叔嬸被殺兇案後照顧王絲婷 十二年前有非禮案底 曾經非禮王絲婷 墜樓身亡       |
| 許芬   | 希望收養王絲婷的夫婦 墜樓身亡                                                                   |
| 簡瑞超 | 希望收養王絲婷的夫婦 墜樓身亡                                                                   |
| 洛威娜 |                                                                                                 |
| 潘雁英 | 清潔工                                                                                          |
| 錢昇瑋 | 警員 阿文之同事                                                                                 |
| 孟龍   | 警員 阿文之同事                                                                                 |
| 文卓求 |                                                                                                 |
| 張海蓮 |                                                                                                 |
| 許思敏 | 王絲婷就讀學校的主任                                                                            |

## 原創主題曲
| 歌名              | 演唱者 | 作曲   | 填詞   |
| 〈媽媽笑 紅日照〉 | 趙穎明 | 駱亦莊 | 陳守樸 |

## 軼事
- 黃子華曾在其棟篤笑演出中提及該劇其轉動著天花吊扇追逐的情節。